# 腦損傷
腦損傷（brain injury，BI）或腦部受傷（brain damage）是指腦細胞的受損或是退化。腦損傷可能因為內在或是外在因素所造成。一般而言，會用「腦損傷」來表達一般明顯的，因為腦部受創造成的損傷；而用神經毒性表示選擇性的，因為化學物質引起的腦部損傷。
腦損傷中有一大部份屬於創傷性腦損傷（TBI），是因為頭部外傷或是重創造成的損傷，而後天性腦損傷（ABI）是用來區分腦損傷是在出生後受到的腦部損傷，或是因為遺傳障礙的腦部損傷（GBI）或先天性障碍造成的損傷（CBI）。原發性及繼發性腦損傷辨別造成腦損傷的原因，而局部及廣泛性腦損傷說明腦傷的嚴重性以及散佈程度。
近來的研究指出神经可塑性（讓大腦可以形成新的神經連接，可以重新組織），因此可以重新安排其內部工作。因此大腦在損傷及疾病之後可以作一些調整。

## 外部連結
- "What is the difference between an acquired brain injury and a traumatic brain injury?" at Brain Injury Association of America
- 中的“Brain injury”
- The Brain Injury Hub （页面存档备份，存于） - information and practical advice to parents and family members of children with acquired brain injury